# فرودگاه کوماموتو
فرودگاه کوماموتو (به انگلیسی: Kumamoto Airport) (به زبان بومی: 熊本空港) یک فرودگاه همگانی با کد یاتا KMJ است که یک باند فرود آسفالت بتن دارد و طول باند آن ۳۰۰۰ متر است. این فرودگاه در کشور ژاپن قرار دارد .

## نگارخانه

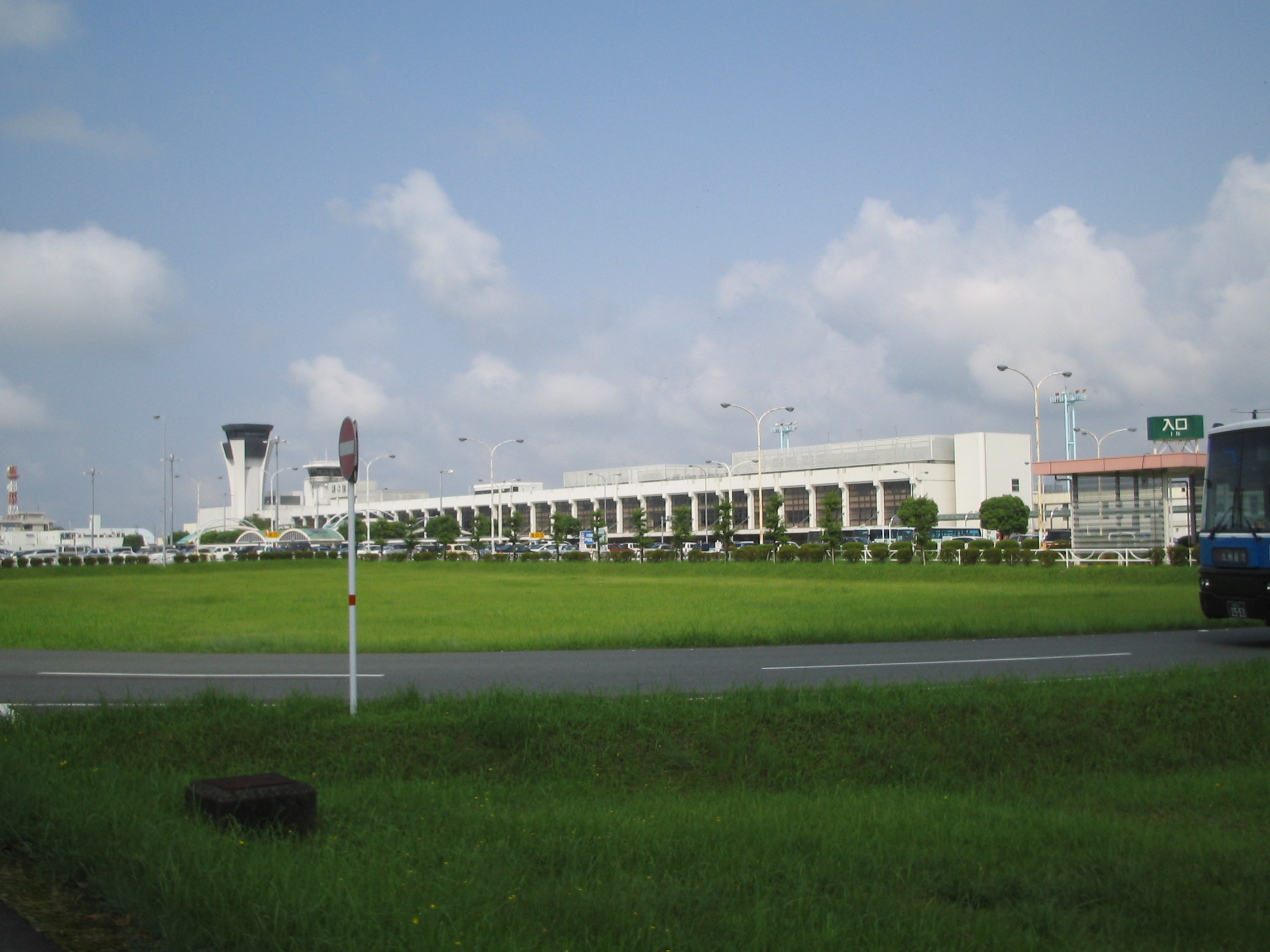

## شرکت‌های هواپیمایی و مقصدهای پروازی

### مسافری
| شرکت‌های هواپیمایی   | مقصدهای پروازی                     |
| ------------------- | ---------------------------------- |
| آل نیپون ایرویز     | چوبو سنترایر، ناها، اوساکا، هانه‌دا |
| آماکوسا ایرلاینز    | صحرایی آماکوسا، اوساکا             |
| چاینا ایرلاینز      | گاوشیونگ فصلی: تائویوان تایوان     |
| Fuji Dream Airlines | صحرایی ناگویا                      |
| خطوط هوایی ژاپن     | اوساکا، هانه‌دا                     |
| Jetstar Japan       | ناریتا                             |
| Solaseed Air        | هانه‌دا                             |
| تی وی ایرلاینز      | اینچئون                            |